# Edinburgh Festival

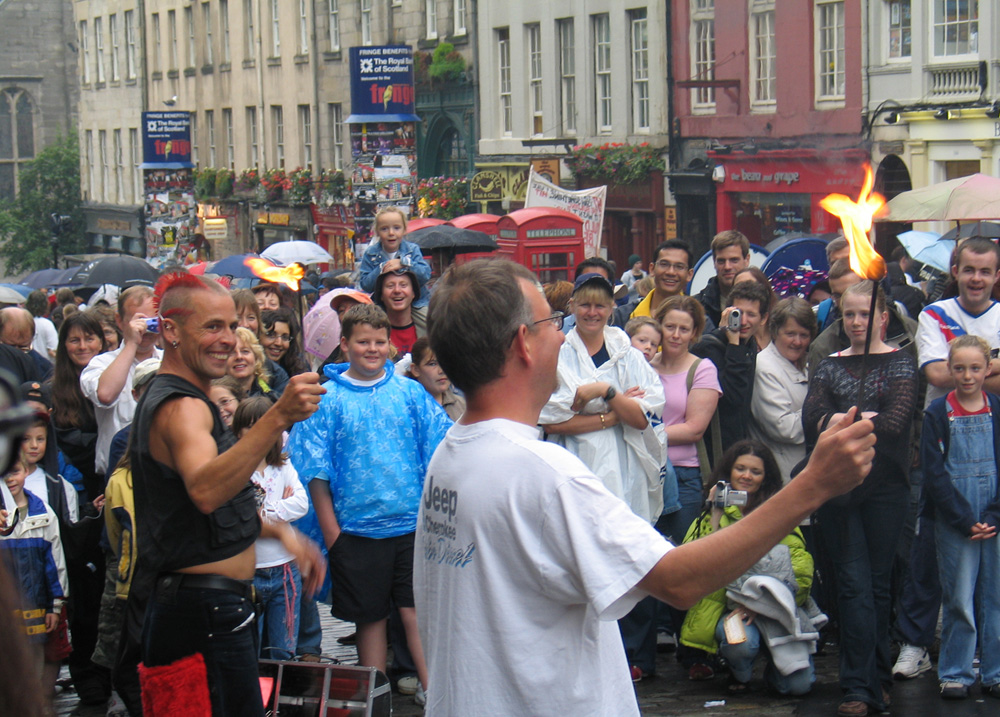
Straatoptreden op de Royal Mile

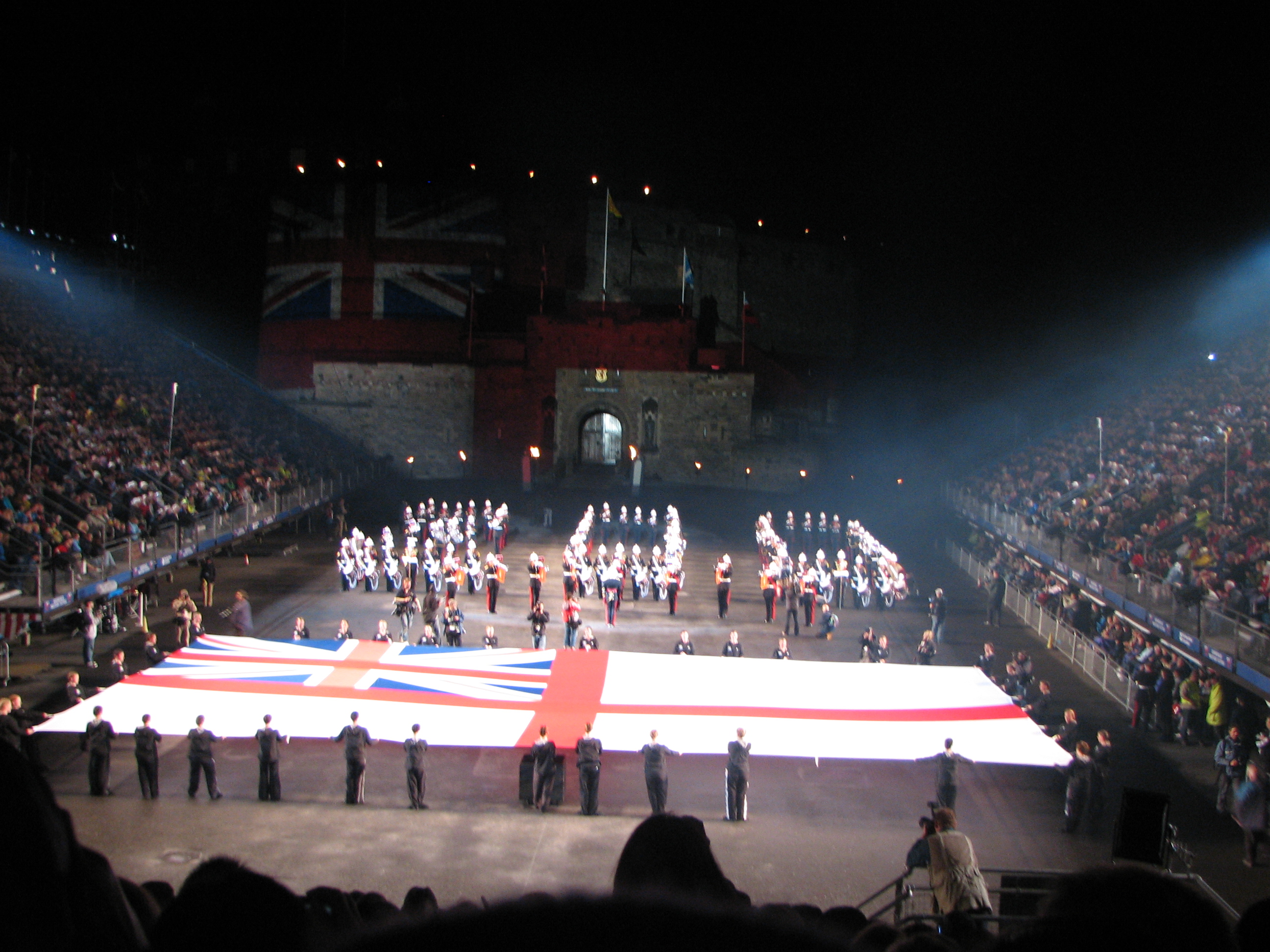
2005 De Taptoe herdacht de Zeeslag bij Trafalgar in 1805

Het Edinburgh Festival is de verzamelnaam voor verschillende gelijktijdig gehouden culturele festivals, die elk jaar in augustus in Edinburgh, Schotland plaatsvinden. Deze festivals worden georganiseerd door formeel niet-gerelateerde organisaties, hetgeen betekent dat er officieel niet zoiets bestaat als het Edinburgh Festival.

 Er worden gedurende die maand twee miljoen bezoekers geteld. Alleen al de taptoe trekt wereldwijd 100 miljoen televisiekijkers.

## Lijst van zomerfestivals in Edinburgh
De zomerfestivals in Edinburgh in volgorde van het jaar van hun stichting. Een asterisk geeft aan dat het festival lid is van Festivals Edinburgh, de organisatie die de Edinburgh Festivals bij de overheid representeert.
- Edinburgh International Festival (EIF) (1947)* — Het oorspronkelijke en "officiële" festival bestaande uit klassieke hedendaagse theater-, opera- en dansvoorstellingen.
- Edinburgh Fringe (1947)* — startte als een kleinschalig randverschijnsel (fringe) bij de EIF, maar is met een geschatte 2,2 miljoen verkochte kaartjes (2014) het grootste kunstfestival ter wereld.[3] De Fringe behelst theater, (stand-up)comedy, muziek, dans en kindershows.
- Royal Edinburgh Military Tattoo (1950)*
- Edinburgh Jazz and Blues Festival (1978)*
- Edinburgh International Book Festival (1983)*
- Edinburgh Mela (1995) — feest van Edinburghs Zuid-Aziatische gemeenschappen
- Edinburgh International Internet Festival (1999)
- Edinburgh People's Festival (2002, maar claimt de rechtsopvolger van een ouder festival met dezelfde naam te zijn uit 1951-1954)
- Edinburgh Interactive Festival (2003)
- Edinburgh Art Festival (2004)*
- Edinburgh Annuale (2004) — contemporaine kunst
- Festival of Politics (2005)
- Festival of Spirituality and Peace (2005)
- iFest[4] (2007) — Het Internet Festival en bijbehorende Conferentie
- Edinburgh Swing Festival